# Verborgenes Feuer
Verborgenes Feuer (Originaltitel: Firelight) ist ein US-amerikanisch-britisches Filmdrama aus dem Jahr 1997. Regie führte William Nicholson, der auch das Drehbuch schrieb.

## Handlung
Die Handlung beginnt im Jahr 1835 in London. Der Adelige Charles Godwin ist mit Amy verheiratet, die wegen eines Reitunfalls bettlägerig ist und nicht ansprechbar im Dauerkoma liegt. Um einen Erben zu bekommen, bezahlt Charles die mittellose Schweizerin Elisabeth Laurier dafür, dass sie mit ihm ein Kind zeugt und dieses an die Godwins abgibt, die es offiziell als Findelkind adoptieren.
Elisabeth kann jedoch ihre Tochter nicht vergessen. Nach sieben Jahren gelingt es ihr, ihre Tochter Louisa ausfindig zu machen und als Erzieherin für sie bei den Godwins eingestellt zu werden. Sie freundet sich, ohne sich als ihre Mutter zu erkennen geben zu dürfen, mit pädagogischem Geschick und Einfühlungsvermögen mit der zunächst verschlossenen und ablehnenden Louisa an und lehrt sie lesen. Mit der Zeit entwickelt sich eine heimliche Liebesbeziehung zwischen Elisabeth und Charles. Der Vater von Charles, Lord Clare, ein Lebemann, buhlt zuerst um Elisabeth, lässt aber ab, als er die Beziehung zwischen Elisabeth und seinem Sohn bestätigt bekommt. Es wird bekannt, dass Lord Clare den Besitz so verschuldet hat, dass das Anwesen verkauft werden muss.
Charles, dem das Leiden seiner Frau sehr nahegeht, ringt sich zu einer aktiven Sterbehilfe durch, indem er Amy heimlich in der Nacht im Bett aufdeckt und sie in ihrem ungeheizten Schlafzimmer der winterlichen Kälte aussetzt. Durch ihren Tod macht Charles nicht uneigennützig auch den Weg zu einer offenen Beziehung mit Elisabeth frei. Amys Schwester Constance, die ihren Schwager Charles seit Jahren bei der Haushaltsführung unterstützt, hofft nun, dass Charles sie heiraten wird. Dieser verlässt jedoch das durch seinen Vater verschuldete Anwesen und fährt gemeinsam mit Elisabeth und Louisa in eine neue Zukunft. Zuvor hatte Louisa in einem Tagebuch von Elisabeth entdeckt, dass sie ihre wahre Mutter ist, und sich mit ihr glücklich vereint.

## Hintergründe
Der Film wurde im Département Calvados (Frankreich) und in England gedreht. Die Weltpremiere fand am 14. September 1997 auf dem Deauville Film Festival statt. Der Film spielte weltweit ca. 3,1 Mio. US-Dollar ein.

## Kritiken
Das Lexikon des internationalen Films schrieb, der Film sei ein „gediegen inszeniertes, nach klassischen Mustern konstruiertes Liebesdrama mit prägnant gezeichneten Charakteren“. Er zeichne „ein schlüssiges Gesellschaftsbild des 19. Jahrhunderts“ und gebe das „aufwühlende Geschehen“ in „ruhigen Bildern und gedeckten Farben“ wieder.

## Auszeichnungen
William Nicholson und Nic Morris gewannen im Jahr 1997 Preise des Festival Internacional de Cine de Donostia-San Sebastián; Nicholson wurde außerdem für die Goldene Muschel nominiert. Nic Morris wurde 1998 für den Best Cinematography Award der British Society of Cinematographers nominiert.